# Cisterna de Binbirdirek

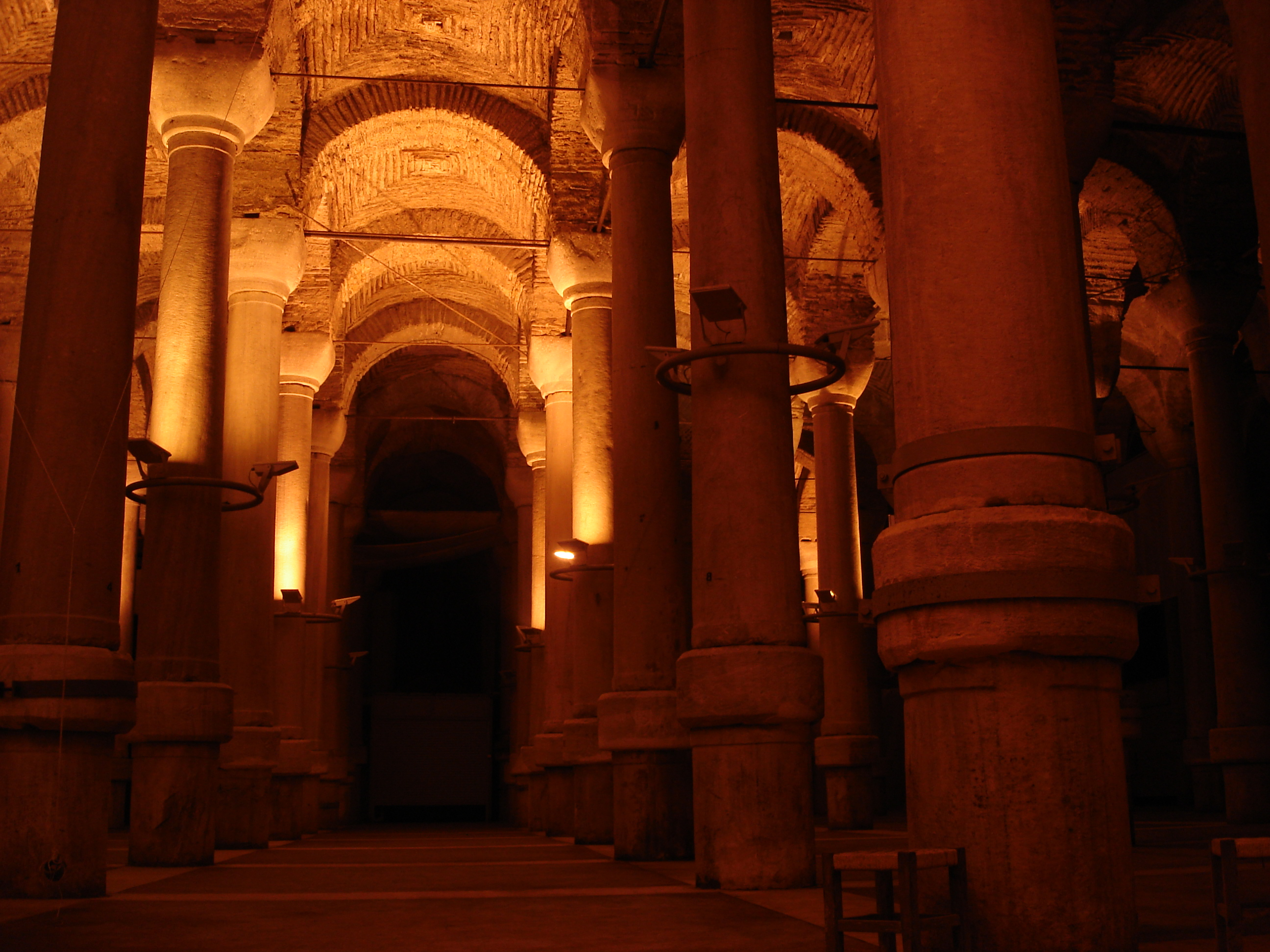
Cisterna de Binbirdirek.

La Cisterna de Binbirdirek, Cisterna de Filoxeno o Cisterna de las mil columnas (turco Binbirdirek Sarnıcı) es un cisterna situada entre el Foro y el Hipódromo de Constantinopla en la zona de Sultanahmet, Estambul, Turquía.
La cisterna fue construida bajo el palacio de Lauso en el siglo IV. Tiene una superficie de 3.640 m² que puede albergar 40.000 m³ de agua. La sala contiene 224 columnas de 14 o 15 metros de altura fabricadas en mármol de la Isla de Mármara. Cada columna es en realidad la superposición de dos columnas unidas con un anillo de mármol.